# Internationale Schweizer Eishockeymeisterschaft 1927/28
Die Saison 1927/28 war die 13. reguläre Austragung der Internationalen Schweizer Eishockeymeisterschaft. Meister wurde der HC Rosey Gstaad.

## Hauptrunde

### Serie Ost
- HC St. Moritz – HC Davos 1:3

Der HC Davos qualifizierte sich für den Meisterschaftsfinal.

### Serie West
- HC Rosey Gstaad – Star Lausanne 14:1
- HC Château-d’Oex – HC La Chaux-de-Fonds 6:2

Final WestHC Château-d’Oex – HC Rosey Gstaad 1:13
Der HC Rosey Gstaad qualifizierte sich für den Meisterschaftsfinal.

## Meisterschaftsfinal
- HC Rosey Gstaad – HC Davos 4:3